# ÖFB-Cup 1995-1996
La ÖFB-Cup 1995-1996 è stata la 62ª edizione della coppa nazionale di calcio austriaca.

## Ottavi di finale
| Squadra 1              | Risultato | Squadra 2          |
| ---------------------- | --------- | ------------------ |
| 24 ottobre 1995        |           |                    |
| Gerasdorf Stammersdorf | 1 - 0     | Klingenbach        |
| First Vienna           | 0 - 3     | Admira/Wacker      |
| 25 ottobre 1995        |           |                    |
| Austria Vienna         | 0 - 1     | Sturm Graz         |
| Linz                   | 1 - 2     | Vorwärts Steyr     |
| Kundl                  | 4 - 3     | Leoben             |
| 26 ottobre 1995        |           |                    |
| Flavia Solva           | 1 - 0     | LASK               |
| Grazer AK              | 2 - 0     | Austria Salisburgo |
| Hard                   | 1 - 0     | Mödling            |

## Quarti di finale
| Squadra 1              | Risultato   | Squadra 2      |
| ---------------------- | ----------- | -------------- |
| 25 novembre 1995       |             |                |
| Flavia Solva           | 0 - 3 (dts) | Admira/Wacker  |
| Hard                   | 0 - 1 (dts) | Vorwärts Steyr |
| Gerasdorf Stammersdorf | 1 - 2       | Sturm Graz     |
| Kundl                  | 0 - 1       | Grazer AK      |

## Semifinale
| Squadra 1     | Risultato | Squadra 2      |
| ------------- | --------- | -------------- |
| 7 maggio 1996 |           |                |
| Admira/Wacker | 2 - 0     | Vorwärts Steyr |
| Sturm Graz    | 3 - 1     | Grazer AK      |

## Finale
| Squadra 1     | Risultato | Squadra 2     |
| ------------- | --------- | ------------- |
| 5 giugno 1996 |           |               |
| Sturm Graz    | 3 - 1     | Admira/Wacker |